# Agnieszka Kublik
Agnieszka Teresa Kublik (ur. 13 lutego 1962 w Warszawie) – polska dziennikarka i publicystka, od 1990 zawodowo związana z dziennikiem „Gazeta Wyborcza”.

## Życiorys
W 1981 ukończyła XLI Liceum Ogólnokształcące im. Joachima Lelewela w Warszawie. W latach 1981–1987 odbyła studia z zakresu socjologii i językoznawstwa na Uniwersytecie Warszawskim. Od 1987 do 1989 była zatrudniona w redakcji słownika języka polskiego PAN, natomiast następnie w Centrum Badania Opinii Społecznej (1989–1990). W 1990 podjęła pracę w „Gazecie Wyborczej”. Za opublikowany na jej łamach artykuł dotyczący ekspertów zespołu parlamentarnego ds. katastrofy smoleńskiej otrzymała w 2013 nagrodę Grand Press w kategorii news. Autorka felietonów również na portalu Koduj24.pl.
Wraz z Moniką Olejnik zajęła się przeprowadzaniem rozmów – najczęściej z politykami – z cyklu Dwie na jednego. W 2006 ukazała się książka pod tym samym tytułem zawierająca 25 wywiadów. Wraz z Wojciechem Czuchnowskim przeprowadziła również wywiad-rzekę z Tomaszem Turowskim, który ukazał się w 2013 pt. Kret w Watykanie. Wystąpiła nadto w serialu Ekstradycja (jako dziennikarka) oraz w filmie dokumentalnym Żeby nie bolało.
W 2003 uczestniczyła w kampanii promującej akcesję Polski do Unii Europejskiej. W 2007 podpisała oświadczenie, w którym grupa dziennikarzy poddała krytyce dotyczącą ich ustawę lustracyjną. W 2009 została uniewinniona przez Sąd Rejonowy dla Warszawy-Mokotowa od zarzutu zniesławienia wiceprezesa Polskiego Radia Jerzego Targalskiego, który wytoczył jej proces z oskarżenia prywatnego.
W 2014 została odznaczona przez prezydenta Bronisława Komorowskiego Krzyżem Kawalerskim Orderu Odrodzenia Polski.
Żona Andrzeja Kublika, dziennikarza „Gazety Wyborczej”.